# Peregrination
Peregrination (vertaling: zwerftocht) is het debuutalbum van Cadenced Haven. Cadenced Haven is de artiestennaam van Laila Quaraishi uit Bangladesh. Quaraishi werd tijdens het proces van opnemen begeleid door Gert Emmens, een “specialist” in elektronische muziek in Nederland. Een deel van de composities (tracks 1, 3 en 9) en muziek (tracks 2 en 7) is van zijn hand. De invloed van Quaraishi zit hem in de meer ambient-, new ageinvloeden en de Oosterse gezangen. Emmens’ eigen muziek bevat die eerste twee elementen ook, maar kwamen niet eerder zo duidelijk aan de oppervlakte. Emmens’ eigen stijl (Berlijnse School voor elektronische muziek) met de lange sequencerreeksen ontbreekt evenmin op dit album. 

## Muziek
| Nr. | Titel                                   | Duur  |
| --- | --------------------------------------- | ----- |
| 1.  | Devoted loss (CH, Emmens)               | 15:57 |
| 2.  | Confronting conscience (CH)             | 6:35  |
| 3.  | Atmosphere of amalgamation (CH, Emmens) | 9:42  |
| 4.  | Reversion to the unborn (CH)            | 5:04  |
| 5.  | Path to phenomenon (CH)                 | 9:41  |
| 6.  | Virtual reality (CH)                    | 5:32  |
| 7.  | Catalysis (CH)                          | 6:29  |
| 8.  | The silent visit (CH)                   | 15;52 |
| 9.  | Conclusion (CH, Emmens)                 | 4:01  |